# Большая Любавичская синагога (Витебск)
Большая Любавичская синагога — историческое здание самой старой синагоги в Витебскe. Расположена в Задвинье, рядом с домом 10 по улице Революционной (бывш. Большой Ильинской), долгое время находилась в состоянии руин, в 2023 году восстановлена.

## История
Кирпичное здание синагоги построено в начале XX века. В то время она была одной из более чем полусотни синагог города: иудеи по переписи 1897 года составляли 52,4% населения Витебска. Есть данные, что её посещал отец Марка Шагала, жившего на соседней улице.
После закрытия в 1923 году здание Большой Любавичской синагоги было занято аэроклубом, потом использовалось в качестве ДК и, наконец, отдано под склады. Долгое время здание было заброшено и находилось в угрожающем состоянии: сохранились только стены и фасад, перекрытия — частично. В 2021 году возникла идея восстановления синагоги, через год начались первые работы. В июле 2023 синагога вновь открыла двери для посетителей.

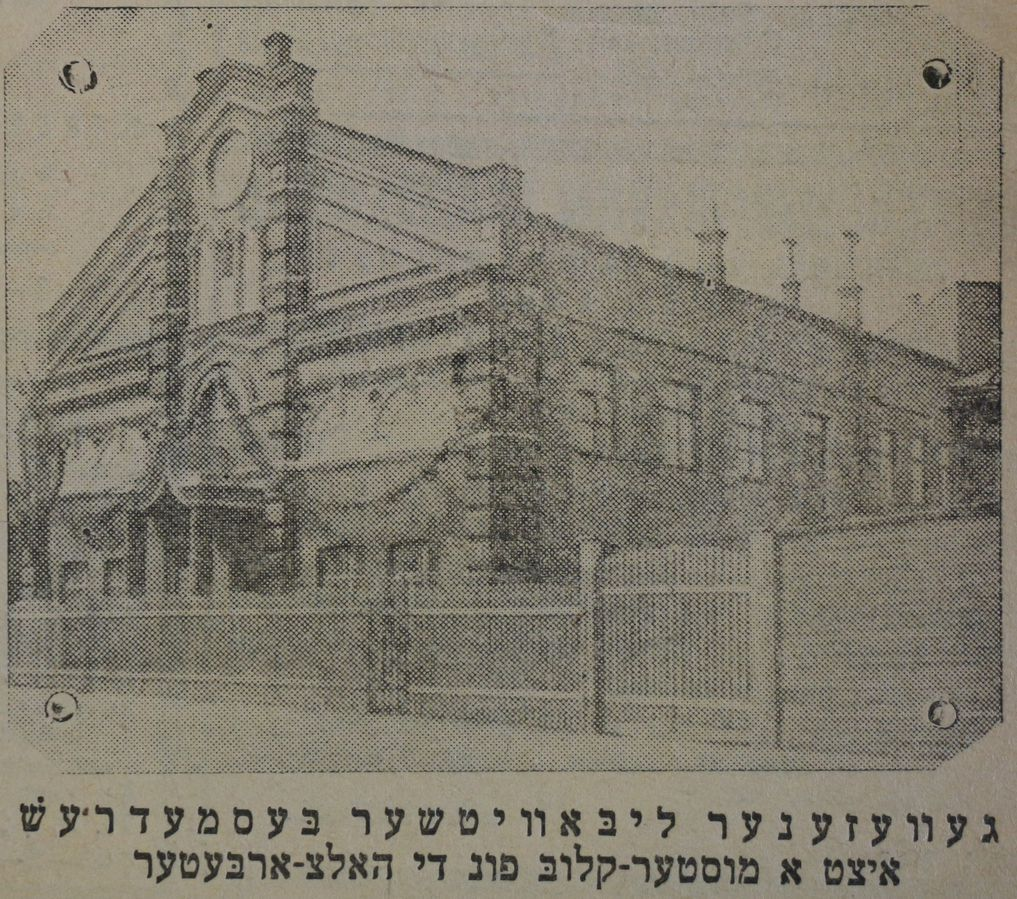
Большая Любавичская Синагога Витебск старинное фото

## Испытания
Первым серьезным бедствием Витебской синагоги при советской власти была конфискация серебра: в 1922 г. под предлогом помощи голодающим Поволжья отсюда вывезли два Кейтер-Тойре (Венца Торы – украшения свитков) и таблички с дарственными надписями. В 1929 г. синагогу закрыли, в советское время здание синагоги использовали как попало, здесь был и клуб и склад.

## Восстановление
Почти век синагога не использовалась по назначению и за это время превратилась в руины: сохранились только стены и фасад, перекрытия — частично. Здание требовало полной реконструкции.
Витебская еврейская община Дом Израиля, московская Синагога на Бронной и Фонд Шмини приняли решение совместными усилиями восстановить Большую Любавичскую Синагогу в Витебске, как памятник культурного и религиозного наследия еврейского народа. Значительную роль в восстановлении синагоги сыграли потомки главного витебского раввина Шмарьягу Медалье, в частности, его правнучка Анна Медалье.
Работы уже завершились. Сбором пожертвований, стараясь обеспечить регулярное финансирование проекта, занимался Благотворительный фонд Шмини. Большая Любавическая синагога в Витебске открыла свои двери для прихожан и гостей города в конце 30 июля 2023 года в Витебске после восстановления из руин. Торжественная церемония открытия состоялась  с участием представителей иудейской религиозной общины города, общин других городов и стран, представителей православия и католицизма, послов различных государств, местных властей и жителей.